# 줄포자동차공업고등학교
줄포자동차공업고등학교(茁浦自動車工業高等學校)는 대한민국 전북특별자치도 부안군 줄포면 우포리에 있는 공립 고등학교이다.

## 학교 연혁
- 1951년 5월 2일 : 변산수산고등학교 인가
- 1951년 9월 23일 : 변산수산고등학교 개교, 변산중학교와 병설, 변산중학교장 권득수 교장 겸임
- 1954년 3월 1일 : 제1회 졸업(졸업생 28명)
- 1959년 6월 10일 : 줄포수산고등학교로 개명, 곰소에서 줄포로 이전 (줄포중학교와 병설)
- 1961년 9월 7일 : 제1대 박병규 교장 취임, 줄포중학교장 겸임
- 1962년 2월 26일 : 줄포고등학교로 개명, 3학급 인가(줄포수산고등학교 군산으로 이전)
- 1963년 2월 9일 : 줄포고등학교 제1회 졸업(졸업생 12명)
- 1988년 9월 1일 : 줄포중학교와 병설에서 분리
- 1991년 10월 12일 : 줄포공업고등학교로 학칙 변경(자동차과 6학급 인가)
- 1992년 6월 20일 : 본관 12실 준공, 자동차실습실 준공
- 1992년 7월 8일 : 신축 교사로 이전(현위치)
- 1998년 9월 18일 : 줄포자동차공업고등학교로 교명 변경
- 2006년 9월 1일 : 기숙사(창의관) 2층 4실 증축
- 2006년 9월 24일 : 체육관(청송관) 준공
- 2016년 11월 29일 : 본관동 3층(8실) 증축
- 2020년 8월 28일 : 기숙사(미래관) 2층 10실 준공
- 2023년 9월 1일 : 제21대(특성화고 13대) 두승 교장 취임
- 2024년 1월 5일 : 제62회 졸업(공고 제30회 졸업생 33명, 총 졸업생 수 4,257명)
- 2025년 2월 7일: 제 63회(공고제 31회 졸업생 18명, 총 졸업생 수 5,275명)
- 2025년 3월 1일: 제 22대(특성화고 14대) 김종선 교장 취임

## 설치 학과
- 미래자동차과

## 참고 자료
- 줄포자동차공업고등학교 - 한국교육학술정보원 학교알리미